# Commission Rowell-Sirois

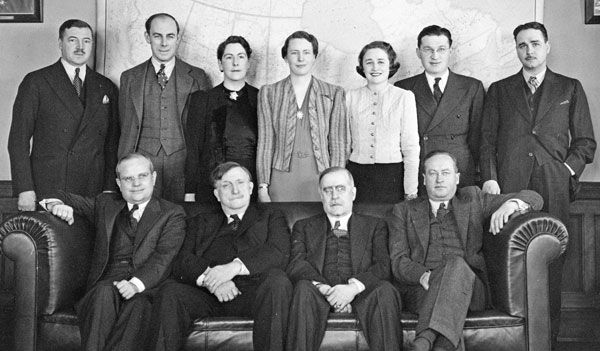
Les membres de la commission Rowell-Sirois, en 1938, après que Newton Rowell eut démissionné du poste de président à la suite d’un accident vasculaire cérébral. Assis de gauche à droite : le professeur H.F. Angus, M. J.W. Dafoe, le professeur Joseph Sirois (président) et le professeur R.A. MacKay. Debout derrière eux, on peut voir les employés de la commission.

La commission Rowell-Sirois, officiellement connue sous le nom de Commission royale sur les relations entre le Dominion et les provinces, était une commission d'enquête canadienne chargée de faire un état des lieux sur la situation économique et financière du Canada et les relations intergouvernementales au sein de la Confédération.
La commission a débuté ses travaux en 1937 et a rendu son rapport en 1940. Elle a d'abord été présidée par Newton Wesley Rowell, chef du Parti libéral de l'Ontario, puis par Joseph Sirois, professeur de droit à l'Université Laval. L'avocat James McGregor Stewart a agi comme procureur principal.
La commission a été mise sur pied à la suite de la Grande Dépression, laquelle avait mis en lumière certaines failles importantes de la Constitution canadienne. En effet, alors que le gouvernement fédéral détenait constitutionnellement la plupart des pouvoirs de perception des recettes fiscales, les provinces se trouvaient à avoir des responsabilités plus significatives en matière de dépenses. C'est que les pères de la Confédération canadienne au moment de déterminer le partage des compétences, avaient notamment confié aux provinces la responsabilité des soins de santé, de l'éducation, et des mesures d'action sociale. S'il ne s'agissait, en 1867, que de préoccupations politiques mineures, ces secteurs publics sont devenus des postes de dépenses importants avec l'émergence de l'État-providence à partir des années 1930.
La commission a ainsi recommandé que le gouvernement fédéral prenne la charge de l'assurance chômage et des pensions de vieillesse. Il a également recommandé l'instauration de la péréquation fédérale au Canada et d'importants transferts de fonds du gouvernement fédéral aux provinces chaque année. D'autres recommandations n'ont quant à elles pas été adoptées en raison de la résistance des parties.